# 昂热维尔拉康帕涅
昂热维尔拉康帕涅（法語：Angerville-la-Campagne，法語發音：[ɑ̃ʒɛʁvil la kɑ̃paɲ]）是法国厄尔省的一个市镇，位于该省中部偏东南，属于埃夫勒区。

## 地理
昂热维尔拉康帕涅（48°59'13"N, 1°9'45"E）面积3.62 平方千米，位于法国诺曼底大区厄尔省，该省份为法国北部内陆省份，北起滨海塞纳省，西接奧恩省和卡爾瓦多斯省，南至厄尔-卢瓦省，东临瓦兹省、瓦兹河谷省和伊夫林省。
与昂热维尔拉康帕涅接壤的市镇（或旧市镇、城区）包括：伊通河畔阿尼耶尔、莱博圣克鲁瓦、埃夫勒、吉尚维尔。
昂热维尔拉康帕涅的时区为UTC+01:00、UTC+02:00（夏令时）。

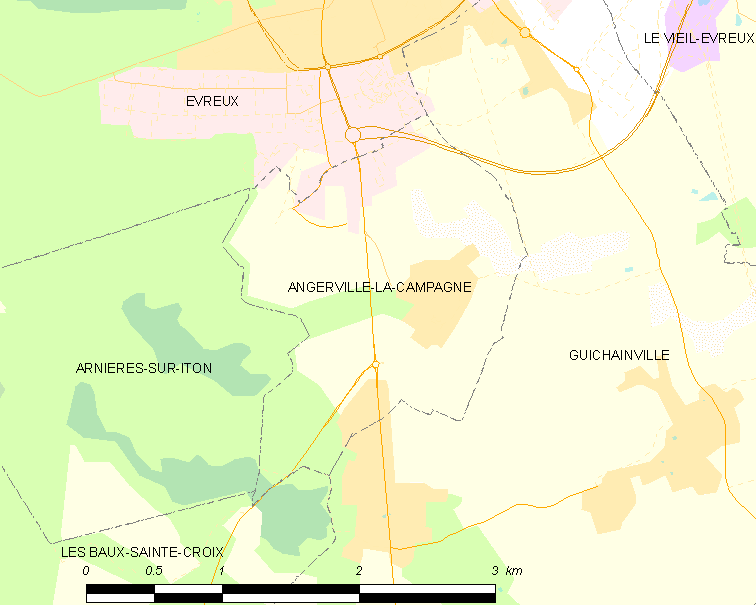
昂热维尔拉康帕涅的OSM定位图

## 行政
昂热维尔拉康帕涅的邮政编码为27930，INSEE市镇编码为27017。

## 政治
昂热维尔拉康帕涅所属的省级选区为埃夫勒第三县。

## 人口

1962-2008年间昂热维尔拉康帕涅人口变化图示

昂热维尔拉康帕涅于2022年1月1日时的人口数量为1404人。